# Toni Storm
Toni Robinson, dite Toni Rossall (née le 19 octobre 1995 à Auckland), est une catcheuse (lutteuse professionnelle) néo-zélandaise d'origine australienne. Elle travaille à la All Elite Wrestling, sous le nom de "Timeless" Toni Storm, où elle est l'actuelle championne du monde.
Elle est aussi connue pour son travail à la World Wrestling Entertainment de 2018 à 2021.

## Jeunesse
Toni Rossall est née à Auckland, en Nouvelle-Zélande, mais passe son enfance en Australie, où elle a emménagé après que ses parents divorcent. À l'âge de treize ans, elle emménage à Liverpool, en Angleterre, où elle vit avec sa grand-mère pendant trois ans.

## Carrière de catcheuse

### Débuts en Australie
Toni Rossall commence à s'entraîner dans une école de catch en Australie alors qu'elle a douze ans.

### World Wonder Ring Stardom (2016–2019)
En 2016, elle commence à travailler pour la promotion japonaise World Wonder Ring Stardom, où elle gagne le SWA World Championship le 24 juillet. Le 2 octobre 2016, Stardom annonce officiellement que Storm a signé avec la promotion.

### PROGRESS Wrestling (2015-2020)
En mai 2017, Storm devient la première Progress Women's Champion après avoir battu Jinny et Laura Di Matteo dans un three-way match. Ce match marque aussi la première fois que des athlètes féminines performent dans le main event.

### World Wrestling Entertainment (2017-2021)
Storm a participé à un camp d'essai de la WWE à Melbourne pendant la tournée Australienne de la WWE en 2014 et la tournée Britannique de la WWE en 2015,.
Le 16 juin 2017, la WWE annonce Storm en tant qu'une des quatre premières participantes du WWE Mae Young Classic. Storm participe à son premier match du tournoi le 13 juillet, en battant Ayesha Raymond au premier tour. Le lendemain, Storm bat Lacey Evans au deuxième tour et Piper Niven en quarts de finale, avant d'être éliminée du tournoi en demi-finale par Kairi Sane.

#### Vainqueur du Mae Young Classic II (2018)
Le 25 juin 2018 lors du United Kingdom Tournament, elle bat Isla Dawn et Killer Kelly au cours d'un triple threat match. Le 26 juin, elle perd contre Shayna Baszler par décompte à l'extérieur et ne remporte pas le NXT Women's Championship.
Le 17 octobre lors du premier épisode de NXT UK, elle bat Nina Samuels. Le 24 octobre lors du troisième tour du Mae Young Classic, elle bat Meiko Satomura et se qualifie pour la finale du tournoi qui se déroulera lors du PPV Evolution. Le 28 octobre à Evolution, elle remporte la finale du Mae Young Classic 2018 en battant Io Shirai.

#### Championne deNXT UK(2019-2020)
Le 12 janvier 2019 à NXT UK TakeOver: Blackpool, elle devient la nouvelle championne de NXT UK en battant Rhea Ripley et remporte le titre pour la première fois de sa carrière.
Le 31 août à NXT UK TakeOver: Cardiff, elle ne conserve pas sa ceinture, battue par Kay Lee Ray.
Le 24 novembre aux Survivor Series, l'équipe NXT, dont elle fait partie, bat celles de Raw et SmackDown dans un Women's 5-on-5 Traditional Survivor Series Triple Threat Elimination Tag Team match.
Le 12 juin 2020 à NXT UK TakeOver: Blackpool II, elle ne remporte pas le titre féminin de NXT UK, rebattue par sa même adversaire dans un Triple Threat match qui inclut également Piper Niven.

#### Débuts àNXT(2020-2021)
Le 4 octobre à NXT TakeOver: 31, après la victoire de Io Shirai sur Candice LeRae pour le titre féminin de NXT, elle confronte la championne japonaise par écran télévisé et annonce son retour au show jaune. Le 14 octobre à NXT, elle fait ses débuts dans le show jaune, dispute son premier match et bat Aliyah. Le 25 novembre à NXT, elle effectue le premier Heel Turn de sa carrière, car elle attaque Ember Moon et rejoint l'équipe de Candice LeRae avec Dakota Kai et Raquel González pour NXT TakeOver: WarGames. Le 6 décembre à NXT TakeOver: WarGames, l'équipe Candice, dont elle fait partie, bat celle de Shotzi dans le tout premier Women's WarGames match.
Le 31 janvier 2021 au Royal Rumble, elle entre dans son tout premier Women's Royal Rumble match en 7e position, mais se fait éliminer par Rhea Ripley. Le 14 février à NXT TakeOver: Vengeance Day, elle ne remporte pas le titre féminin de la NXT, battue par Io Shirai dans un Triple Threat match qui inclut également Mercedes Martinez.
Le 7 avril lors du pré-show à NXT TakeOver: Stand & Deliver, elle perd face à Zoey Stark.

#### Débuts àSmackDownet départ (2021)
Le 23 juillet à SmackDown, elle fait ses débuts dans le show bleu en tant que Face, dispute son premier match et bat Zelina Vega.
Le 21 novembre aux Survivor Series, l'équipe SmackDown, dont elle fait partie, perd face à celle de Raw dans un Women's 5-on-5 Traditional Survivor Series Elimination Tag Team match. Le 29 décembre, la WWE met fin à son contrat.

### All Elite Wrestling (2022-...)

#### Débuts, The Outcasts et double championne du monde (2022-2023)
Le 30 mars 2022 à Dynamite, elle fait ses débuts à la All Elite Wrestling, dispute son premier match, bat The Bunny et se qualifie pour le tournoi Owen Hart féminin. Le jour même, elle signe officiellement avec la compagnie.
Le 26 juin à Forbidden Door, elle ne remporte pas le titre mondial féminin, battue par Thunder Rosa.
Le 4 septembre à All Out, elle devient championne du monde par intérim en battant Dr Britt Baker D.M.D, Jamie Hayter et Hikaru Shida dans un Fatal 4-Way match et remporte le titre pour la première fois de sa carrière.
Le 19 novembre à Full Gear, elle ne conserve pas sa ceinture, battue par Jamie Hayter. Le 23 novembre à Dynamite, la compagnie et Thunder Rosa se sont mis d'accord sur la vacation du titre, ce qui fait qu'elle est devenue officiellement la sixième championne du monde.
Le 18 janvier 2023 à Dynamite, aidée par une distraction de Saraya, elle bat Willow Nightingale. Après le combat, la catcheuse britannique et elle effectuent un Heel Turn, car elles attaquent son adversaire, mais prennent la fuite à l'arrivée de Ruby Soho.
Le 28 mai à Double or Nothing, elle redevient championne du monde, pour la seconde fois, en prenant sa revanche sur Jamie Hayter et devient la première catcheuse à gagner deux fois la ceinture.
Le 2 août à Dynamite 200, elle ne conserve pas sa ceinture, battue par Hikaru Shida. Le 27 août à All In, elle ne remporte pas la ceinture, battue par Saraya dans un 4-Way match qui inclut également Dr Britt Baker D.M.D et Hikaru Shida. Pendant le combat, elle frappe accidentellement la mère de sa partenaire, ce qui créent des tensions entre les deux catcheuses. Le 3 septembre à All Out, elle se retourne contre les Outcasts, car elle empêche Ruby Soho d'utiliser son spray face à Kris Statlander pendant le match pour le titre TBS, ce qui provoque son départ du clan.

#### "Timeless" Toni Storm, alliances avec Mariah May, Luther et triple championne du monde (2023-2024)
Le 4 octobre à Dynamite, elle change le gimmick de son personnage pour "Timeless" Toni Storm, une exigeante et paranoïaque starlette de cinéma d'Hollywood des vieilles années, et bat Skye Blue. Le 18 novembre à Full Gear, elle redevient championne du monde, pour la troisième fois, en prenant sa revanche sur Hikaru Shida et devient la seconde catcheuse à gagner trois fois la ceinture. Le 30 décembre à Worlds End, elle conserve son titre en battant Riho.
Le 3 mars 2024 à Revolution, elle conserve son titre en battant Deonna Purrazzo.
Le 21 avril à Dynasty, elle conserve son titre en prenant sa revanche sur Thunder Rosa. Le 26 mai à Double or Nothing, elle conserve son titre en battant Serena Deeb. Le 30 juin à Forbidden Door, elle conserve son titre en battant Mina Shirakawa.
Le 10 juillet à Dynamite, son alliance avec Mariah May prend fin, car après avoir gagné le tournoi Owen Hart, cette dernière se retourne contre elle et la tabasse. Le 25 août à All In, elle ne conserve pas sa ceinture, battue par son ancienne protégée.
Le 15 octobre, elle est classée à la 1re place de l'édition 2024 du PWI Women's 250 du Pro Wrestling Illustrated, classant les 250 meilleures catcheuses de l'année.

#### Retour et quadruple championne du monde (2024-...)
Le 11 décembre à Dynamite: Winter is Coming, après la conservation du titre mondial de Mariah May sur Mina Shirakawa, elle fait son retour après presque 4 mois d'absence, en tant que Face, sous son ancienne gimmick. Le 28 décembre lors du pré-show à Worlds End, elle bat Leila Grey.
Le 25 janvier 2025 à Collision, elle fait semblant d'être une groupie de sa rivale et récupère sa gimmick de "Timeless". Le 15 février à Grand Slam Australia, elle redevient championne du monde, pour la quatrième fois, en prenant sa revanche sur la catcheuse britannique et devient la première catcheuse à gagner 4 fois la ceinture. Le 9 mars à Revolution, elle conserve son titre en rebattant sa même adversaire dans un "Bloody Hollywood Ending" Falls Count Anywhere match.
Le 6 avril à Dynasty, elle conserve son titre en battant Megan Bayne et fait subir sa première défaite à son adversaire. Le 25 mai à Double or Nothing, elle conserve son titre en rebattant Mina Shirakawa.
Le 12 juillet à All In, elle conserve son titre en battant Mercedes Moné et fait subir sa première défaite à son adversaire.

## Palmarès
- All Elite Wrestling
  - 4 fois championne du monde  (actuelle)
  - Casino Gauntlet match

- All Action Wrestling
  - 1 fois AAW Women's Championship[59]

- British Empire Wrestling
  - 1 fois British Empire Woman's Championship[60],[61]

- Impact Pro Wrestling Australia
  - IPW Australian Women's Championship[62]
  - IPW Australian Cruiserweight Championship[62]
  - IPW Australian Hardcore Championship[62]

- Pro Wrestling Alliance Queensland
  - 2 fois PWAQ Women’s Championship[63]

- Progress Wrestling
  - 1 fois Progress Women's Championship[6]
  - Natural Progression Series IV[6]

- Pro Wrestling Ulster
  - 1 fois PWU Women's Champion[61]
- westside Xtreme wrestling (wXw)
  - 2 fois championne féminine de la wXw[64]

- World Wonder Ring Stardom
  - 1 fois World of Stardom Championship
  - 1 fois SWA World Championship[65]
  - Cinderella Tournament (2017)[66]
  - 5 Star GrandPrix Tournament (2017)

- World Wrestling Entertainment
  - 1 fois championne de la NXT UK
  - Vainqueuresse du Mae Young Classic (2018)

## Récompenses des magazines
- Pro Wrestling Illustrated

| Année | 2017 | 2018 | 2019 | 2020 | 2021 | 2022 | 2023 | 2024 |
| ----- | ---- | ---- | ---- | ---- | ---- | ---- | ---- | ---- |
| Rang  | 24   | 19   | 13   | 45   | 121  | 25   | 12   | 1    |

## Vie privée
Elle est actuellement en couple avec le catcheur de la AEW, Juice Robinson. Le 30 septembre 2021, le couple révèle leur intention de se marier. Le 17 juin 2022, ils se marient.